# Bisdom Byumba

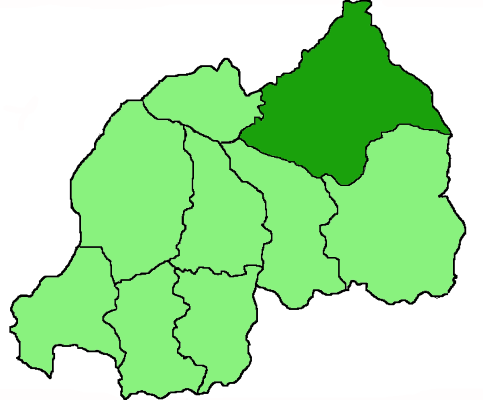
Het bisdom Byumba binnen Rwanda

Het bisdom Byumba (Latijn: Dioecesis Byumbana) is een rooms-katholiek bisdom met als zetel Byumba, de hoofdstad van de provincie Noord in Rwanda. Het bisdom is suffragaan aan het aartsbisdom Kigali.

## Geschiedenis
Het bisdom werd opgericht op 5 november 1981, uit grondgebied van de bisdommen Kabgayi, Kibungo en Ruhengeri. 

## Parochies
In 2018 telde het bisdom 20 parochies. Het bisdom had in 2018 een oppervlakte van 5.100 km² en telde 1.489.900 inwoners waarvan 49,3% rooms-katholiek was.

## Bisschoppen
- Joseph Ruzindana (5 november 1981 - 8 juni 1994)
- Servilien Nzakamwita (13 maart 1996 - heden)